# کوسوبا

کوسوبا شهری در شهرستان سانابا در استان بانوا در بورکینافاسوی غربی است و جمعیت آن ۱,۹۷۵ نفر است.